# Marius Patay

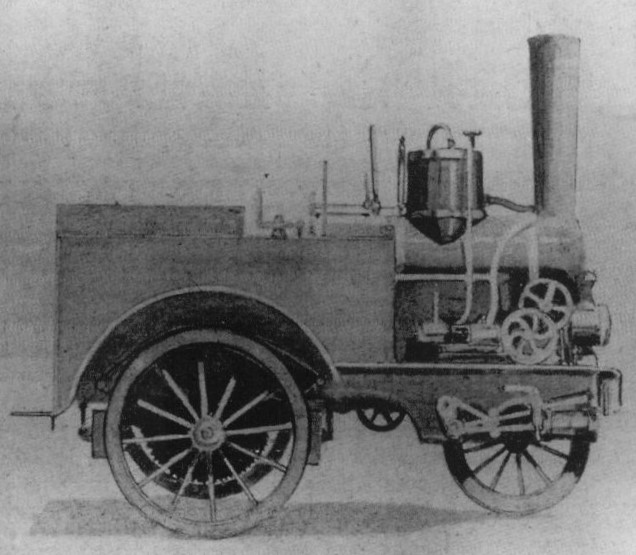
Dreirädriges Lokomobil Colibri

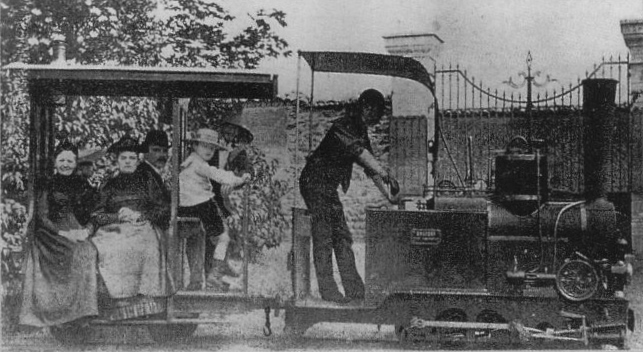
Colibri nach dem Umbau in eine Feldbahn-Lokomotive

Marius Patay (* 1860 in Bourg-de-Thizy; † 1944) war ein französischer Erfinder und Techniker.

## Leben und Werk
Marius Patay war Sohn eines Textilarbeiters. Er begann seine Gesellenwanderung (Tour de France du compagnonnage) im Alter von 16 Jahren in Devoir. 1885 war er Polier in einer mechanischen Fabrik in Lyon. Im Erdgeschoss unter seiner Wohnung in der 37 rue de Condé in Lyon baute er ein 700 kg schweres Dampf-Dreirad: Colibri.
1887 beantragte bei der Präfektur, sein Lokomobil auf den Nationalstraßen N6 und N7 von Bully über L’Arbresle und Lyon nach Vénissieux sowie innerhalb von Lyon vom Quai Jayr über Vaise bis zum Place du Pont (heute Place Gabriel-Péri) zu betreiben. Obwohl zwei der betroffenen Gemeinden Einwände äußerten, erteilte der Präfekt am 4. Februar 1888 nach gründlicher Untersuchung die Erlaubnis, allerdings mit folgenden Einschränkungen:
„Die Geschwindigkeit in Bewegung darf 20 km/h auf der grünen Wiese und 8 km/h bei der Durchquerung von bewohnten Gebieten nicht überschreiten. Die Bewegung muss auch dann verlangsamt oder sogar gestoppt werden, wenn das Annähern der Lokomotive durch erschreckende Pferde oder andere Tiere zu einer Ursache von Störungen oder Unfällen werden könnte. Während der Nacht hat die Maschine ein rotes Licht an der Vorderseite und ein grünes Licht an der Rückseite. Diese Lichter müssen eine Stunde vor Sonnenuntergang angezündet werden und können erst eine halbe Stunde nach Sonnenaufgang gelöscht werden. Der Mechaniker muss rechts parken, wenn sich ein anderes Fahrzeug nähert, um die halbe Straße frei zu lassen.“
Colibri bewährte sich so gut, dass Herr Bernard, der Besitzer eines Landguts an der Route de Champagne in Lyon sich für die Dampfmaschine interessierte. Er bat den Hersteller, sie in eine Dampflokomotive umzubauen, um sie auf der Feldbahn seines Landguts zu betreiben.
1894 gründete Marius Patay eine Werkstatt für allgemeine Mechanik und Elektroinstallation in der Rue Moncey 157 in Lyon, in der er Fahrräder der Marke Jeanne d’Arc baute. Das Unternehmen war so erfolgreich, dass es 1907 an die Rue Corne du Cerf, und 1921 in die Rue Audibert et Lavirotte umzog. Es hat sich schließlich auf die Herstellung von Elektromotoren mit einer Leistung von bis zu 810 kW (1100 PS) spezialisiert. 1954 wurde das Unternehmen in Société Anonyme des Moteurs Patay umbenannt.
Colibri wurde von der Compagnie des Eaux erworben, um während des Baus des Werks am Boulevard de Pommerol Baumaterial zu transportieren. Charles Patay, Sohn von Marius, kaufte die Lokomotive einige Jahre später von den Etablissements Weitz, um sie am Eingang der Firma Patay-Gesellschaft als Denkmal aufzustellen. 1985 verkaufte André Patay die kleine Lokomotive an die Berliet-Stiftung. Nach der Restaurierung wurde die Lokomotive 1994 unter Denkmalschutz gestellt, als Anerkennung für den Erfindungsreichtum von Marius Patay und die Qualität der Arbeit.